# Юстис, Джошуа
Джошуа Юстис (Джошуа Лидс Юстис англ. Joshua Leeds Eustis, 16 июля 1977) — американский музыкант и продюсер. Наибольшую известность получил благодаря участию в проектах Telefon Tel Aviv, Nine Inch Nails, Puscifer, Black Light Burns, The Black Queen и Second Woman.

## Биография
Свою творческую деятельность Джошуа начал в 1999 году, когда он, со своим школьным приятелем Чарли Купером, создал группу Telefon Tel Aviv. С того момента Юстис и Купер записали и выпустили три полноформатных студийных альбома: Fahrenheit Fair Enough (2001), Map of What Is Effortless (2004) и Immolate Yourself (2009). 22 января 2009 года Чарльз Купер скончался, из-за чего будущее проекта Telefon Tel Aviv остаётся неопределённым.
В 2011 году Юстис выступил в качестве сопродюсера альбома Puscifer Conditions of My Parole. Затем Джошуа фактически присоединился к Puscifer и принял участие в записи альбомов Donkey Punch the Night и All Re-Mixed Up.
С 2013 по 2014 Джошуа Юстис стал бас-гитаристом и клавишником концертного состава индастриал-группы Nine Inch Nails. Также Юстис принимал участие в записи восьмого студийного альбома NIN Hesitation Marks.
В 2014 году Юстис, под именем Sons of Magdalene, выпустил сольный альбом Move to Pain, который был записан ещё в 2007.
На данный момент Джошуа Юстис является членом синти-поп-группы The Black Queen.

## Дискография
Как Second Woman
- Second Woman (2016)

В составе The Black Queen
- The End Where We Start (2015)
- Ice To Never (2015)
- Fever Daydream (2016)

Как Sons of Magdalene
- Ephemera EP (2008)
- Move to Pain (2014)
- Ecumenicals (2015)

В составе Telefon Tel Aviv
- Fahrenheit Fair Enough (2001)
- Map of What Is Effortless (2004)
- Immolate Yourself (2009)
- Dreams Are Not Enough (2019)

В составе Nine Inch Nails
- Hesitation Marks (2013)
- Live 2013 (2013)

В составе Puscifer
- "V" Is for Vagina (2007)
- "C" is for (Please Insert Sophomoric Genitalia Reference HERE) (2009)
- Conditions of My Parole (2011)
- Donkey Punch the Night (2013)

Продюсирование
- The Used — In Love and Death (2004)
- L'Altra — Different Days (2005)
- L’Altra — Telepathic (2010)

Ремиксы
- Nine Inch Nails — «The Frail (Version)» (2000) (как Benelli)
- A Perfect Circle — «3 Libras (Feel My Ice Dub)» (2000)
- A Perfect Circle — «Judith (Remix)» (2000)
- A Perfect Circle — «Weak And Powerless (Remix)» (2003)
- A Perfect Circle — «Weak And Powerless (Tilling My Grave Mix)» (2003)
- A Perfect Circle — «Judith (Renholdër Mix)»
- Marilyn Manson — «Irresponsible Hate Anthem (Venus Head Trap Mix)» (2005)
- Puscifer — «Rev 22:20 (Rev 4:20 Mix)» (2005)
- Puscifer — «Indigo Children (JLE Dub Mix)» (2008)
- Puscifer — «Monsoons (JLE Motorik Mix)» (2013)